# Попренжники
Попренжники (пол. Poprężniki) — село в Польщі, у гміні Ґощанув Серадзького повіту Лодзинського воєводства.
Населення — 161 особа (2011).
У 1975-1998 роках село належало до Серадзького воєводства.

## Демографія
Демографічна структура станом на 31 березня 2011 року:
|          | Загалом | Допрацездатний вік | Працездатний вік | Постпрацездатний вік |
| -------- | ------- | ------------------ | ---------------- | -------------------- |
| Чоловіки | 85      | 19                 | 51               | 15                   |
| Жінки    | 76      | 17                 | 37               | 22                   |
| Разом    | 161     | 36                 | 88               | 37                   |